# Amauris nossima
Amauris nossima là một loài Bướm giáp trong phân họ Danainae. Nó được tìm thấy ở Comoros, Madagascar, và Mayotte.

## Hình ảnh

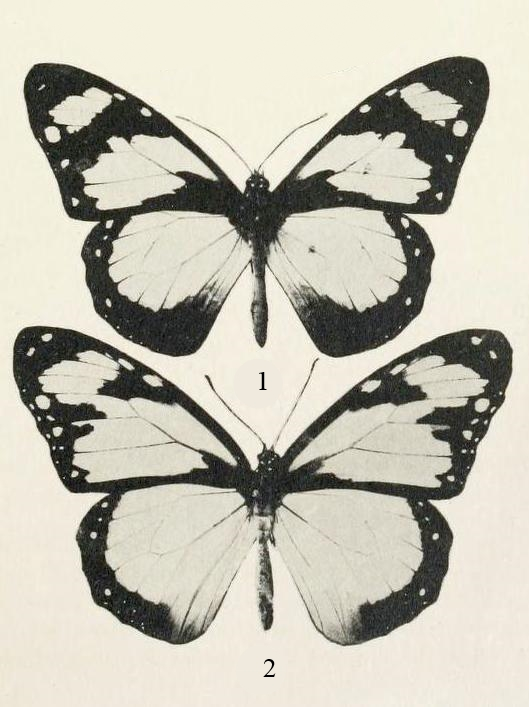